# Корабельный каземат
1Каземат
2Орудие
3Фундамент под орудием
4Площадка для командующего
5Элеваторы для снарядов и зарядов
6Кранцы для первых выстрелов
7Орудийный порт
8Бортовая броня
9Траверзная броня
10Тыловая броня
11Входы в казематы
12Сходные люки
13Основание орудийной башни
14Дымовой кожух и труба
|  |

Каземат на военном корабле XIX—XX веков — замкнутое бронированное помещение, предназначенное для защищенной установки одного или нескольких орудий, ведущих огонь через орудийные порты.
Исторически, казематы появились на броненосных кораблях как развитие традиционной пушечной палубы. По мере развития бронирования стало ясно, что большие батареи из нескольких десятков сравнительно лёгких орудий бесполезны в противостоянии броненосцев; чтобы пробивать броню, требовались самые мощные и тяжёлые орудия, которые (из-за их размеров и веса) можно было установить на корабль лишь несколько штук. Соответственно, длинная орудийная палуба, протянутая почти на всю длину корпуса броненосца, стала не нужна. Её можно было сократить до сравнительно небольшого защищенного со всех сторон каземата в центре корпуса, таким образом, уменьшив вес необходимого бронирования.
Первые броненосцы с казематированной батареей были созданы во время Гражданской войны в Северной Америке. Первым мореходным броненосцем с казематированной батареей был построенный в 1861—1862 годы северянами USS «Нью Айронсайдс»; он имел полный броневой пояс по ватерлинии и сравнительно короткую, закрытую со всех сторон бронёй казематированную батарею в центре корпуса. Оконечности над поясом не были защищены бронёй, ибо не являлись жизненно важными для корабля.
В дальнейшем, все флоты мира перешли на строительство казематных броненосцев, и этот тип корабля являлся доминирующим в 1870-х годах. Постепенно, артиллерийский каземат из вписанного в обводы надводного борта, начали делать выступающим за пределы такового — затем, чтобы концевые орудия каземата могли вести погонный и ретирадный огонь соответственно.
В 1880-х годах, с появлением более эффективных башенных и барбетных орудийных установок, имевших широкие углы обстрела, а также в связи с развитием тяжёлой артиллерии (появившиеся гигантские пушки, весившие десятки тонн, были неудобны для казематированной установки), тяжёлое вооружение корабля перестали ставить в казематах. Однако казематы сохранились как дешёвое и эффективное средство защиты вспомогательных орудий — скорострельной и противоминной артиллерии. В этой роли, казематы сохранялись вплоть до окончания Первой мировой войны — когда увеличившиеся дистанции боя, возросшая потребность в универсальной артиллерии (способной играть роль как противоминной так и зенитной) и требования механизации стрельбы привели к тому, что вспомогательные орудия также начали устанавливать в башнях.

## Галерея
- Размещение корабельного артиллерийского каземата на бронепалубном крейсере
- Каземат с 5-дюймовой (127 мм) пушкой на линкоре USS «North Dakota»
- На фото выделен корабельный артиллерийский каземат линкора USS «Texas» (BB-35)